# Julian Hosking
Julian Edgar Hosking (1953 – Londra, 6 marzo 1989) è stato un ballerino britannico, primo ballerino del Royal Ballet dal 1980 al 1986.

## Biografia
Julian Hosking nacque in Cornovaglia da madre viennese e padre inglese. All'età di 11 anni iniziò a studiare danza alla Royal Ballet School e, dopo il diploma, si unì al Royal Ballet nel 1971. Nel 1979 fu promosso al rango di solista, mentre nel 1980 fu proclamato primo ballerino della compagnia.
In questa veste danzò alcuni dei grandi ruoli del repertorio maschile, tra cui il principe Florimund ne La bella addormentata, Hilarion in Giselle, Des Grieux nella Manon, Romeo nel Romeo e Giulietta di Kenneth MacMillan, Ivan ne L'uccello di fuoco, Dafni in Dafni e Cloe e il Tamburgmaggiore in Different Drummer. Insieme al Royal Ballet danzò a livello internazionale, ballando il ruolo di Paride alle Terme di Caracalla nel 1982 e a New York nel 1983, ottenendo il plauso del New York Times. Inoltre danzò nelle prime mondiali di Manon, Four Schumann Pieces e Consort Lessons al Covent Garden.
Tra il 1975 e il 1977 si prese una pausa dalla danza per studiare egittologia e storia dell'arte in Italia, dove conobbe l'artista André Durand, suo compagno per otto anni. Morì nel 1989 per complicazioni dovute all'AIDS.

## Videografia
- 1984. Romeo e Giulietta, coreografie di Kenneth MacMillan. Alessandra Ferri, Wayne Eagling, Royal Ballet. Royal Opera House.